# Leucodon exaltatus
Leucodon exaltatus är en bladmossart som beskrevs av C. Müller 1896. Leucodon exaltatus ingår i släktet Leucodon och familjen Leucodontaceae. Inga underarter finns listade i Catalogue of Life.